# ABC80
El ABC80 (Advanced BASIC Computer 80) es un computador personal diseñado por la corporación sueca Dataindustrier AB (DIAB) y fabricado por Luxor en Motala, Suecia al final de los años 1970 y principio de los años 1980, el primer modelo fue lanzado en agosto de 1978. Estaba basado en el microprocesador Zilog Z80 y tenía 16 KB de RAM y 16 KB de ROM, el último contenía un intérprete BASIC. El monitor era un aparato modificado de TV con imagen en blanco y negro, una opción obvia puesto que Luxor también hacía televisores. Más adelante fue seguido por la serie ABC800, y después por las desafortunadas series de computadoras UNIX ABC1600 y ABC9000.
El ABC80 también fue fabricado en licencia como el BRG ABC80 por Budapesti Radiotechnikai Gyar en Hungría. Usaba el mismo teclado, pero la carcasa era de metal en vez de plástico.

## Popularidad
El ABC 80 fue un enorme éxito en Suecia, y capturó una la mayor parte del creciente mercado del computador personal gracias a su software de oficina en sueco. Aunque los fanáticos del ABC 80 defenderían al ABC 80 refiriéndose a su buen BASIC y bus de extensión usable, no podía defender el mercado doméstico contra las computadoras de juegos con gráficos de color y mejor sonido que llegaron a principios de los años 1980, aunque fue lanzada una nueva versión más barata que podría usar un televisor ordinario en vez del monitor dedicado.
Luxor se aferró a su mercado de oficina por un par de años más con la serie del ABC 800, que tenía más memoria y gráficos 'de alta resolución'. En 1985 Luxor también trató de competir en el mercado de oficina contra el IBM PC con sus desafortunadas series de computadores UNIX del ABC 1600 y el ABC 9000, pero falló.